# Invasió soviètica de Manxúria
La Invasió Soviètica de Manxúria o Operació Estratègica Ofensiva Manxú s'inicià el 9 d'agost de 1945, amb la invasió soviètica de l'estat titella japonès de Manxukuo. Els soviètics també van conquerir Mengjiang, així com la meitat nord de la península de Corea, el sud de Sakhalín i les Illes Kurils. L'operació també és coneguda com a Operació Tempesta d'Agost, arran de l'ús que David Glantz n'ha fet des de la dècada del 1980.
A la Conferència de Ialta, la Unió Soviètica havia acordat amb els Aliats els terminis per acabar el seu pacte de neutralitat amb el Japó i entrar al Teatre del Pacífic màxim 3 mesos després del final de la guerra a Europa. Això no s'ha de confondre amb les Guerres Frontereres Sovietico-Japaneses, que van acabar el 1939 amb la derrota del Japó.
La invasió s'inicià a l'albada del 9 d'agost de 1945, exactament 3 mesos després de la rendició alemanya el 8 de maig (9 de maig, segons l'horari de Moscou). Va iniciar-se entre els llançaments de les bombes atòmiques sobre Hiroshima (6 d'agost) i Nagasaki (9 d'agost). No obstant això, el llançament de les bombes atòmiques no va influir en els preparatius soviètics: si bé Stalin no en sabia gaire dels Aliats Occidentals sobre el projecte de la bomba atòmica, n'estava assabentat a través dels canals de la intel·ligència soviètica.
La Unió Soviètica declarà formalment la guerra a l'Imperi del Japó el 8 d'agost de 1945, 4 mesos després que els soviètics denunciessin el Pacte Soviètico-Japonès de Neutralitat, signat el 1941.
L'operació va ser dividia en parts operatives i tàctiques més petites:
- Operació Ofensiva Khingan-Mukden (9 d'agost a 2 de setembre)
- Operació Ofensiva Harbin-Kirin (9 d'agost a 2 de setembre)
- Operació Ofensiva Sungari (9 d'agost a 2 de setembre)
- Operació Ofensiva del Grup d'Exèrcits de Sakhalín Sud (11 a 25 d'agost)
- Operació de desembarcament a Seisin (13 a 16 d'agost)
- Operació de desembarcament a les Kurils (18 d'agost a 1 de setembre)

## Forces Combatents

### Unió Soviètica
El Comandament de l'Extrem Orient, a les ordes del Mariscal de la Unió Soviètica Aleksandr Vassilevski, tenia un pla per a la conquesta de Manxúria, que era molt simple però d'una gran escala. El pla consistia en un immens moviment en pinça sobre tota Manxúria, que seria realitzat pel Front Transbaikal per l'oest de Manxúria i pel 1r Front de l'Extrem Orient per l'est, mentre que el 2n Front de l'Extrem Orient atacaria el centre de la bossa. L'únic equivalent soviètic a un comandament de teatre que operés durant la guerra consistí en 3 Fronts de l'Exèrcit Roig:
- Front Transbaikal, a les ordres del Mariscal Malinovski, que incloïa:

- 17è Exèrcit
- 36è Exèrcit
- 39è Exèrcit
- 53è Exèrcit
- 6è Exèrcit Blindat de la Guàrdia
- Grup de Cavalleria Mecanitzada Soviètico-Mongòlica, a les ordres d'I.A.Pliyev.
- 12è Exèrcit de l'Aire

El Front Transbaikal formaria la meitat occidental de la pinça soviètica a Manxúria, atacant a través del desert de la Mongòlia interior i per les muntanyes Khingan.

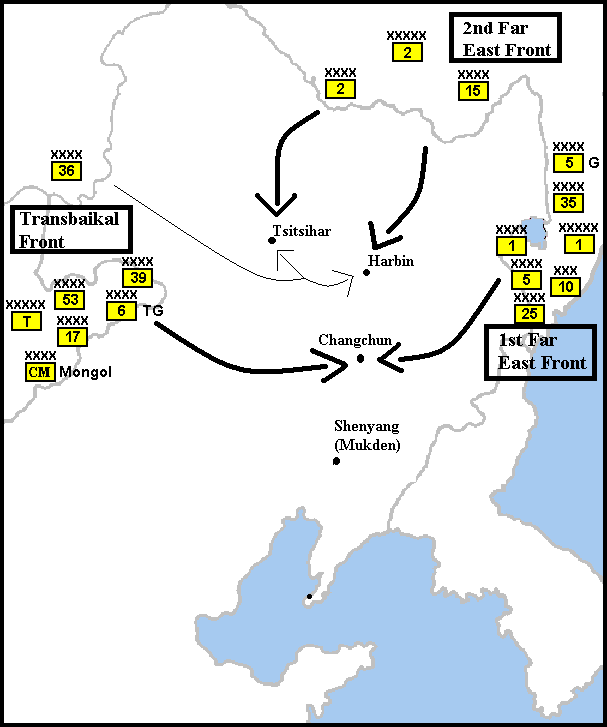
Mapa bàsic mostrant el pla d'invasió de Manxúria

El 36è Exèrcit soviètic també atacaria des de l'oest, però amb l'objectiu de trobar-se amb les forces del 2n Front de l'Extrem Orient a Harbin i a Tsitsihar.
- 1r Front de l'Extrem Orient, a les ordres del Mariscal K. Meretskov, que incloïa:

- 1r Exèrcit Bandera Roja
- 5è Exèrcit
- 25è Exèrcit
- 35è Exèrcit
- 10è Exèrcit de l'Aire

El 1r Front de l'Extrem Orient formaria la meitat oriental del moviment en pinça atacant des de l'est de Manxúria. El seu primer objectiu era enllaçar amb les forces del Front Transbaikal a Changchun i així tancar el moviment de doble embolcallament i tenia com a objectiu secundari evitar que les forces japoneses escapessin de Corea.
- 2n Front de l'Extrem Orient, a les ordres del General M. Purkaiev, que incloïa:

- 2n Exèrcit Bandera Roja
- 15è Exèrcit
- 16è Exèrcit (del qual, només el 56è Cos de Fusellers va entrar en combat, a Sakhalín)
- 5è Cos de Fusellers
- Grup Operatiu Txuguevsk
- Flotilla del Riu Amur

El 2n Front de l'Extrem Orient tenia un paper de suport.
Un cop les tropes del 1r Front de l'Extrem Orient i del Front Transbaikal van capturar la ciutat de Changchun, avançarien conjuntament a través de la península de Liaotung fins a arribar a Port Arthur.
|                                | Total     | Front Transbaikal | 1r Front de l'Extrem Orient | 2n Front de l'Extrem Orient |
| Homes                          | 1.577.725 | 654.040           | 586.589                     | 337.096                     |
| Peces d'Artilleria             | 27.086    | 9.668             | 11.430                      | 5.988                       |
| Llançadores múltiples de coets | 1.171     | 583               | 516                         | 72                          |
| Tancs i canons autopropulsats  | 5.556     | 2.416             | 1.860                       | 1.280                       |
| Avions                         | 3.721     | 1.324             | 1.137                       | 1.260                       |

Cadascun dels Fronts tenia unitats de front, adjuntades directament al front en lloc de a un exèrcit. Aquestes forces totalitzaven almenys 80 divisions amb 1,5 milions d'homes, uns 5.000 tancs i canons autopropulsats (incloent 3.700 T-34s, més de 28.000 peces d'artilleria i uns 4.300 avions (incloent 3.700 avions de primera línia de combat). Aproximadament un terç d'aquesta força va ser per suport de combat i serveis. Les seves forces navals incloïen 12 naus de superfície majors, 78 submarins, nombroses embarcacions amfíbies i la flotilla fluvial de l'Amur, consistent en llanxes artilleres i nombroses embarcacions menors. A més, posseïen l'experiència en maniobres de guerra que els soviètics havien adquirit contra els alemanys.

### Japó
S'enfrontaven a l'Exèrcit de Kwantung de l'Exèrcit Imperial Japonès, a les ordres del General Otsuzo Yamada. Aquest era la part principal de les forces d'ocupació japoneses a Corea i Manxúria, i consistia en 2 exèrcits d'àrea i 3 exèrcits independent:
- Primer Exèrcit d'Àrea (nord-est de Manxukuo):

- 3r Exèrcit
- 5è Exèrcit

- Tercer Exèrcit d'Àrea (sud-oest de Manxukuo):

- 30è Exèrcit
- 44è Exèrcit

- Unitats independents

- 4t Exèrcit (un exercit independent responsable del nord de Manxúria)
- 34è Exèrcit (un exercit independent responsable de les zones entre el 3r i el 17è Exèrcits d'Àrea)

- Exèrcit de Defensa de Kwangtung (responsable de Mengjiang)

- 17è Exèrcit d'Àrea (responsable de Corea, assignat al Kwantung)

- Altres forces

- Cinquè Exèrcit d'Àrea (responsable del sud de Sakhalín i de les Kurils)

Cada Exèrcit d'Àrea (l'equivalent d'un "exèrcit" occidental) tenia unitats de quarter general i unitats afegides directament a l'Exèrcit d'Àrea, a més dels exèrcits de camp. A més, els japonesos tenien la Força de Defensa de Manxukuo, compost per 8 divisions manxús sota mínims, pobrament equipades i pobrament entrenades.
L'Exèrcit Kwantung tenia 600.000 homes en 25 divisions (incloent dues blindades), i 6 Brigades Mixtes Independents. Aquestes contenien 1.215 vehicles blindats (principalment cotxes blindats i tancs lleugers), 6.700 peces d'artilleria (sobretot lleugeres) i 1.800 avions (principalment d'entrenament o obsolets, disposant només 50 avions de "primera línia). La Marina Imperial Japonesa no va contribuir a la defensa de Manxúria, l'ocupació de la qual sempre s'havia oposat per motius estratègics.
En el terreny econòmic, Manxúria era difícil de defensar tot i que comptava amb la majoria de la indústria i de les matèries primeres japoneses fora de les illes japoneses. No obstant això, les tropes que hi havia allà eren de baixa qualitat, i la majoria del seu equipament pesat i de les millors unitats havien estat traslladades al Pacífic durant els 3 anys previs. El 1945, l'exèrcit japonès a Manxúria estava format per reclutes, amb l'exèrcit de Kwantung format bàsicament per forces d'infanteria lleugera per contra-insurgència, amb mobilitat limitada i nul·la experiència; motiu pel qual no van ser rival pel mecanitzat Exèrcit Roig, molt superior en blindats, artilleria, oficials i tàctica.
Tot i veure el problema, els japonesos van cometre nombrosos errors. El primer va ser assumir que qualsevol atac que provingués des de l'oest hauria de seguir l'antiga línia ferroviària de Hailar o encarar-se cap a Solun des de la punta oriental de Mongòlia. Els soviètics, efectivament, van atacar des d'ambdues rutes, però l'atac principal va provenir des del suposadament infranqueable serralada del Gran Khingan al sud de Solun i al centre de Manxúria. Segon, la intel·ligència militar japonesa fracassà al calcular quantes tropes estaven sent transferides al front de Sibèria. La seva intel·ligència va preveure que l'atac seria cap a l'octubre de 1945 o a la primavera de 1946.
Els japonesos van traçar nous plans a l'estiu de 1945, segons els quals s'haurien de mantenir les fronteres amb poques tropes, mentre que el gruix de les tropes japoneses es retirarien a l'entrada de Corea. No obstant això, aquestes ordres van arribar molt tard, i per quan els soviètics van atacar a l'agost de 1945 no s'havien pogut executar.

## La Campanya
L'operació s'executà sobre un extens territori, major al d'Europa occidental.

### Oest i nord-oest de Manxúria
Deu minuts abans del 8 d'agost, el Front de Transbaikal va travessar la frontera amb Manxúria i la Mongòlia Interior. A excepció dels 36è i del 39è Exèrcits, les forces soviètiques no van trobar una gran resistència, arribant a avançar entre 70 i 150 km el primer dia. El 36è Exèrcit aconseguí penetrar les línies de defensa japoneses que se li oposaven i es dirigí a Hailar, arribant-hi el 9 d'agost i capturant alguns sectors de la ciutat. El 39è Exèrcit esquivà les posicions fortes japoneses, dirigint-se cap al sud, car volia tallar la línia fèrria de subministraments i aïllar als japonesos atrinxerats. El 6è Exèrcit Blindat de la Guàrdia arribà a les faldes de les muntanyes del Gran Khingan el primer dia, avançant-se al programa establert.
El 10 d'agost, el 53è Exèrcit rebé l'ordre de travessar la frontera des de Mongòlia, amb l'objectiu d'explotar la victòria aconseguida pel 6è Exèrcit Blindat de la Guàrdia, tot i que aquesta unitat estava molt allunyada. Adonant-se de la inutilitat de defendre les fronteres, el general Yamada ordenà la retirada general a la rereguarda i la construcció d'una línia defensiva. El General Ushiroku, comandant del 3r Exèrcit d'Àrea, va emetre una nova ordre que contradeia a la de Yamada, car ordenava que es defensessin les regions del nord i del sud de Mukden, amb l'objectiu de protegir la població nipona. Totes aquestes ordres només van aconseguir causar més confusió a unes tropes que es retiraven ràpidament.
La nit del 9 d'agost, després d'haver esperat en va la resposta japonesa, el comandant del 6è Exèrcit Blindat ordenà l'inici de la difícil travessia de les muntanyes del Gran Khingan, car les unitats que les seguien ja estaven arribant a la cadena muntanyosa en altres punts. Després de detenir-se per treure de la vanguardia al IX Cos Mecanitzat i posar al seu lloc al V Cos Blindat de la Guàrdia, prosseguí l'avanç. El IX Cos Mecanitzat presentà diversos problemes d'abastiment de combustible, car feia servir tancs M4 Shermans estatunidencs, de major consum que els T-34s del V Cos Blindat de la Guàrdia. A la matinada de l'11 d'agost, ambdós cossos cuirassats de vanguàrdia del 6è Exèrcit Blindat van travessar el pas del Gran Khingan, entrant a la gran plana de Manxúria, un territori molt més favorable per als tancs. Aquell dia, el V Cos de Blindats de la Guàrdia arribà fins a Lupei sense haver entrat en combat en cap moment. Després d'avançar 350 km, els tancs es van trobar problemes de subministrament, car l'avanç havia sigut massa ràpid. Llavors es començà a enviar combustible per aire, però els dies 12 i 13 no es va fer cap progrés.
Al quart dia de l'inici de les operacions, les forces del Front de Transkaibal havien arribat als objectius previstos pel cinquè, sense haver-se trobat amb una oposició seriosa, a excepció de Hailar, que durà fins al 18 d'agost.
Contrariats davant dels desastres d'Hiroshima i Manxúria, l'Emperador del Japó va emetre una ordre d'alto el foc el 14 d'agost, orde que no va ser transmesa amb èxit al front pel General Yamada, motiu pel qual els soviètics van prosseguir amb l'ofensiva.
Pel 14 d'agost, tots els exèrcits soviètics ja havien travessat el Gran Khingan, i el Mariscal  Vassilevski ordenà la captura de Kalgan, Chihfeng, Mukden, Changchun i Tsitsihar abans del dia 23.
El 18 d'agost, el Grup de Cavalleria Mecanitzada Mongola arribà a Kalgan i, després de capturar la ciutat, van travessar la Gran Muralla Xinesa, dirigint-se cap a Beiping, lliurant durant el seu camí equipament enemic capturat al 8è Exèrcit al Partit Comunista Xinès, que es trobava en guerra amb la República de la Xina. Aquell mateix dia, les tropes del 17è Exèrcit Soviètic van arribar finalment a la costa del mar de Bohai. El 21, el 6è Exèrcit Blindat ocupà Changchun i Mukden, tot i que tropes aerotransportades havien arribat a les ciutats dos dies abans. Donada l'escassetat de combustible, es decidí que les tropes que havien de participar en la captura de Port Arthur es traslladarien en tren.
Després, la resistència japonesa va disminuir visiblement i es considerà la campanya com a finalitzada. El fet que la travessia per les muntanyes del Gran Khingan fos possible haver-la fet amb tanta facilitat va ser un error imperdonable dels generals japonesos. La manca de coordinació entre els mateixos també contribuí al veloç tancament del front. Els japonesos van lliurar l'oest de Manxúria amb molta facilitat, sense oferir resistència, a diferència d'Hailar. Els posteriors problemes d'abastiment soviètics no van ser aprofitats pels japonesos, fins i tot quan el 6è Exèrcit Blindat de la Guàrdia en va mantenir inactiu gairebé dos dies.

### Manxúria Oriental
La missió del 1r Front de l'Extrem Orient era més complexa. A 80 km a l'oest de la frontera amb la Unió Soviètica, els japonesos havien construït una sèrie de grans i complexes fortaleses, deixant tropes de diversió a la frontera. Aquesta, defensada pel 1r Exèrcit d'Àrea, era més curta que qualsevol altra, i anava des del nord del llac Janka fins al Mar del Japó. Els planificadors soviètics van decidir travessar la línia defensiva enemiga per regions poc defensades, al considerar-se no aptes perquè fossin travessades per grans unitats, i aïllar les fortificacions defensives. El gruix de les forces soviètiques continuaria avançant cap a l'oest, per a prevenir la formació d'una nova defensa japonesa coherent.
L'atac soviètic s'inicià a la mitjanit del 8 d'agost i, igual que al Front de Transbaikal, aquest front no va disparar la seva artilleria contra la frontera. Una tempesta sobtada va deixar xops als atacants, tempesta que no cessà fins a la matinada del 9 d'agost. No obstant això, la pluja va fer creure als japonesos que els soviètics no atacarien en aquelles condicions, i molts guàrdies fronteres van ser sorpresos.
El 5è Exèrcit encapçalà l'ofensiva, executant un atac en dues onades. La primera passà per la regió fortificada de Volinsk, aïllant als defensors nipons, els quals van ser reduïts per la segona onada en 3 dies (dita onada incloïa a sapadors i artilleria autopropulsada). La nit del dia 9, el 5è Exèrcit havia obert una escletxa de 35 km a les línies defensives japoneses, i havia avançat entre 16 i 22 km més enllà.
Mentrestant, al flanc dret del 5è Exèrcit, el 1r Exèrcit de la Bandera Roja s'obria pas a través d'un espès bosc de 12 km de longitud. Davant dels tancs avançaven 3 divisions de fusellers, obrint camí pels tancs. Al migdia del 10 d'agost, les unitats soviètiques van sortir del bosc, i l'avanç soviètic s'accelerà. Els japonesos van rendir Linkou fàcilment, retirant-se a posicions defensives pre-establertes al nord i nord-est de Mudanjiang.
Davant del llac Janka, el 35è Exèrcit repetí les mateixes tàctiques de presa de "regions fortificades" que estaven executant altres unitats. En efecte, travessant per terreny pantanós i inundat, tropes del 35è Exèrcit van aïllar les fortaleses japoneses i van travessar els rius que s'interposaven al seu camí, intentant no reduir el ritme d'avanç. Quan els japonesos es van adonar que era inútil defendre la seva secció de frontera, es van retirar a Mudanjiang. Després del 13 d'agost, la resistència japonesa pràcticament va desaparèixer a la regió. Davant de l'avanç vertiginós, molt superior al planificat, s'ordenà al 5è Exèrcit que avancés la data de tots els seus objectius. Pressionat, el comandant de l'exèrcit envià la 76a Brigada Blindada la davantera, mentre que la resta de les seves forces el seguien en columna. No seria fins al matí del 12 d'agost que aquesta força es trobaria una forta resistència i se li haurien d'enviar reforços immediatament des de la rereguarda, amb un atac previ d'artilleria. Després d'obrir un forat de només 4 km a les posicions japoneses, els soviètics van continuar avançant direcció Mudanjiang. A l'adonar-se de les intencions soviètiques, els japonesos es van retirar a la ciutat, on van improvisar un perímetre defensiu.
La nit del 13 d'agost, unitats del 5è Exèrcit van arribar a les primeres fortificacions a Mudanjiang. L'endemà, unitats del 1r Exèrcit Bandera Roja es van apropar des del nord. La ciutat era clau, car era el centre de comunicacions de la Manxúria Oriental, així com la seu del Quarter General del 1r Exèrcit d'Àrea japonès.
La batalla de Mudanjiang va durar gairebé dos dies, i el 1r Exèrcit de la Bandera Roja va portar a terme tot l'assalt, car el 5è Exèrcit va quedar limitat a operacions de suport. Durant la batalla, diverses divisions d'infanteria japoneses van quedar reduïdes a una fracció simbòlica dels seus efectius. En finalitzar la batalla, el 5è Exèrcit es dirigí al sud-oest, mentre que el 1r Exèrcit es dirigí a Harbin, al nord-oest. El 18 d'agost, s'anuncià la capitulació japonesa, motiu pel qual totes les unitats japoneses van interrompre temporalment les seves operacions, preparades per a rebre la capitulació de cada unitat japonesa. El 20 d'agost, a Harbin, unitats del 1r Front de l'Extrem Orient es van trobar amb unitats del 2n.
Mentrestant, al sud, el 25è Exèrcit del 1r Front del Llunyà Orient no trobà una resistència gaire seriosa en el seu avanç cap a Tungning, des d'on tallarien la retirada japonesa cap a Corea. Atès que els japonesos esperaven l'avanç enemic per aquella secció, el 25è Exèrcit inicià el seu avanç gairebé 24 hores després que la resta dels exèrcits, en un intent de sorprendre l'enemic. La foscor de la nit i les fortes pluges van relaxar als guàrdies japonesos, i el 10 d'agost, unitats del 25è Exèrcit van entrar a Tungning.
En aquell punt, el Mariscal Meretskov va considerar que, tot i que els seus exèrcits havien guanyat totes les batalles frontereres, el front del 25è Exèrcit era el més favorable per a una ruptura definitiva al front. Per tant, Meretskov ordenà a 3 Cossos, un d'ells cuirassat, que ataqués per aquella regió. Els tancs van haver d'avançar llavors a poc a poc, a través d'una única carretera local, mentre que cossos d'enginyers es trobaven al capdavant netejant el camí de mines terrestres. No obstant això, tot i que es formà un coll d'ampolla que deixà als atacants soviètics en una situació fràgil, la resistència japonesa no va aparèixer per enlloc. Pel 16 d'agost van caure les ciutats del nord de Corea d'Unggi, Najin i Ch'ŏngjin, finalitzant així les operacions a Corea.
El 19 d'agost es radià la capitulació japonesa a totes les unitats a Manxúria, i des d'aquell dia, les unitats van començar a rendir-se individualment. El 20 d'agost, soldats soviètics van aterrar a aeròdroms a Harbin i Jilin, per rebre la rendició de les unitats allà destinades. El 25è Exèrcit continuà el seu avanç per Corea, i a finals d'agost arribà al paral·lel 38º, frontera acordada entre Estats Units i la Unió Soviètica per l'avanç de l'Exèrcit Roig a Corea. Les darreres posicions fortes japoneses no van ser neutralitzades fins al 25 d'agost, tot i que algunes unitats japoneses aïllades, que havien quedat incomunicades o havien desobeït l'ordre de capitulació, van continuar lluitant uns dies més.
L'ofensiva del 1r Front de l'Extrem Orient provà ser eficaç, distraient a moltes unitats enemigues del sector occidental del Front de Transbaikal. Els japonesos, mancats de tancs i de foc anti-tanc, no van resultar un obstacle per a les unitats cuirassades soviètiques. Els oficials japonesos havien confiat en la dificultat del terreny, que havia de ser aprofitada pels soldats d'infanteria per neutralitzar als tancs en missions suïcides, però no van tenir en compte la capacitat de maniobra soviètica, que va permetre aïllar als punts forts japonesos. Efectivament, els casos d'heroisme i fanatisme japonès a la Manxúria oriental van ser molts, però totalment improductius davant un enemic amb una gran capacitat mòbil.

### Nord-est de Manxúria
Tot i que les accions del 2n Front de l'Extrem Orient eren de caràcter secundari, involucraven una sèrie de complexes maniobres, i l'avanç de centenars de kilòmetres amb tems limitat. El 2n Exèrcit Bandera Roja i el 15è Exèrcit van travessar el riu Amur, recolzats per la flotilla de l'Amur, que els proveiria de transport fluvial a les tropes. El 56è cos de fusellers envairia el sud de Sakhalín. Ambdós exèrcits soviètics involucrats a Manxúria actuarien per separat, car quedaven separats per grans embassaments, a part de les altituds menors de les Muntanyes Khingan.
A la una de la matinada del 9 d'agost, destacaments d'avantguarda i de reconeixement del 15è Exèrcit van travessar l'Amur, capturant les principals illes d'aquest, sense suport artiller. En iniciar-se el matí, ja s'havien establert caps de pont a la riba sud del riu, consolidades i augmentades durant el dia. La forta pluja va convertir el camp de batalla en un fangar, complicant l'ofensiva soviètica. Durant els dos dies següents, les unitats principals soviètiques travessarien lentament l'Amur, mentre que paral·lelament es finalitzava la neteja de defensors japonesos al sud de l'Amur.

## Conseqüències
L'Operació Ofensiva estratègica de Manxúria, juntament amb el llançament de les bombes atòmiques sobre Hiroshima i Nagasaki, combinades amb el caos polític japonès van forçar la rendició del Japó, car era evident per tots que el Japó ja no tenia cap esperança.
La decisió japonesa d'acceptar la rendició va ser prèvia a saber l'escala de l'atac soviètic sobre Manxúria, Sakhalín i les illes Kurils, però la guerra havia de continuar, car els soviètics tenien plans per envair Hokkaidō abans de la invasió aliada de Kyūshū. Segons Tsuyoshi Hasegawa, no van ser les bombes atòmiques el principal motiu per a la capitulació, sinó que van ser les devastadores victòries soviètiques al continent una setmana després de la declaració de guerra de Stalin del 8 d'agost. Tot i que el Quarter General Imperial a Tokio no sabia fins a quin punt de malament anava la lluita a Manxúria, l'entrada dels soviètics en la guerra fou un important factor en la rendició incondicional.
La Manxúria ocupada pels soviètics va donar una base d'operacions principal a les forces de Mao Zedong, que li donà grans victòries durant els 4 anys posteriors de guerra civil a la Xina. De fet, l'èxit militar a Manxúria va evitar a la Unió Soviètica que hagués de rebre bases militars a la Xina (promeses pels aliats occidentals), perquè tot el territori guanyat va ser cedit a la República Popular de la Xina. Però, abans d'abandonar Manxúria, les forces soviètiques van desmantellar tota la seva considerable indústria i la van recol·locar en territori soviètic.
Tal com s'havia acordat a la Ialta, la Unió Soviètica havia intervingut a la guerra amb el Japó 3 mesos després de la rendició alemanya, i va recuperar els territoris de Sakhalín i les Kurils, així com va adquirir interessos preeminents sobre Port Arthur i Dairen, amb les seves connexions ferroviàries estratègiques. Els territoris a l'Àsia continental van ser transferits al control total de la República Popular Xinesa el 1955, i la resta de possessions van ser administrades per la Unió Soviètica i després pel seu successor, Rússia.
Tal com també s'havia acordat a Ialta, el nord de la península de Corea quedava sota control soviètic; però amb desembarcament americà a Inchon (poc temps abans que l'Exèrcit Roig s'hagués pogut remobilitzar i assegurar tota la península), la divisió de Corea era un fet, posant-se els ciments perquè la Guerra de Corea esclatés cinc anys després.